# GZA Ziekenhuizen
De GZA Ziekenhuizen zijn een fusieziekenhuis met drie campussen in en rond de Belgische stad Antwerpen. Het ziekenhuis heeft 3.100 personeelsleden waaronder 400 gespecialiseerde artsen.

## Geschiedenis
De oorsprong zou teruggaan tot het jaar 1000, met de opvang van hulpbehoevende bedevaarders in de Pelgrimstraat in Antwerpen. Langs bedevaartwegen ontstonden aan het begin van de dertiende eeuw verschillende gasthuizen. Rond die tijd werd de katholieke gemeenschap van de augustijnse gasthuiszusters gevormd, die volgens de leer van Augustinus leefde. Doorheen de eeuwen stichtten de Gasthuiszusters op verschillende plaatsen in en rond Antwerpen gasthuizen. De meest bekende zijn het Sint-Elisabethgasthuis, het Sint-Camillusziekenhuis en Sint-Augustinus (1941). De afkorting GZA staat dan ook voor "Gasthuiszusters Antwerpen".
De zorggroep onderging doorheen haar geschiedenis meerdere fusies. Op 1 januari 2009 werden alle zorgactiviteiten van de gasthuiszusters in één juridische entiteit samengebracht, namelijk GZA vzw. De drie dan nog bestaande ziekenhuizen werden vanaf dan onder de noemer GZA Ziekenhuizen verenigd als een enkel ziekenhuis met drie campussen.
Op 1 juli 2024 fuseren GZA en Ziekenhuis Netwerk Antwerpen samen tot een nieuwe ziekenhuisgroep: Ziekenhuis aan de Stroom (ZAS)

## Campussen

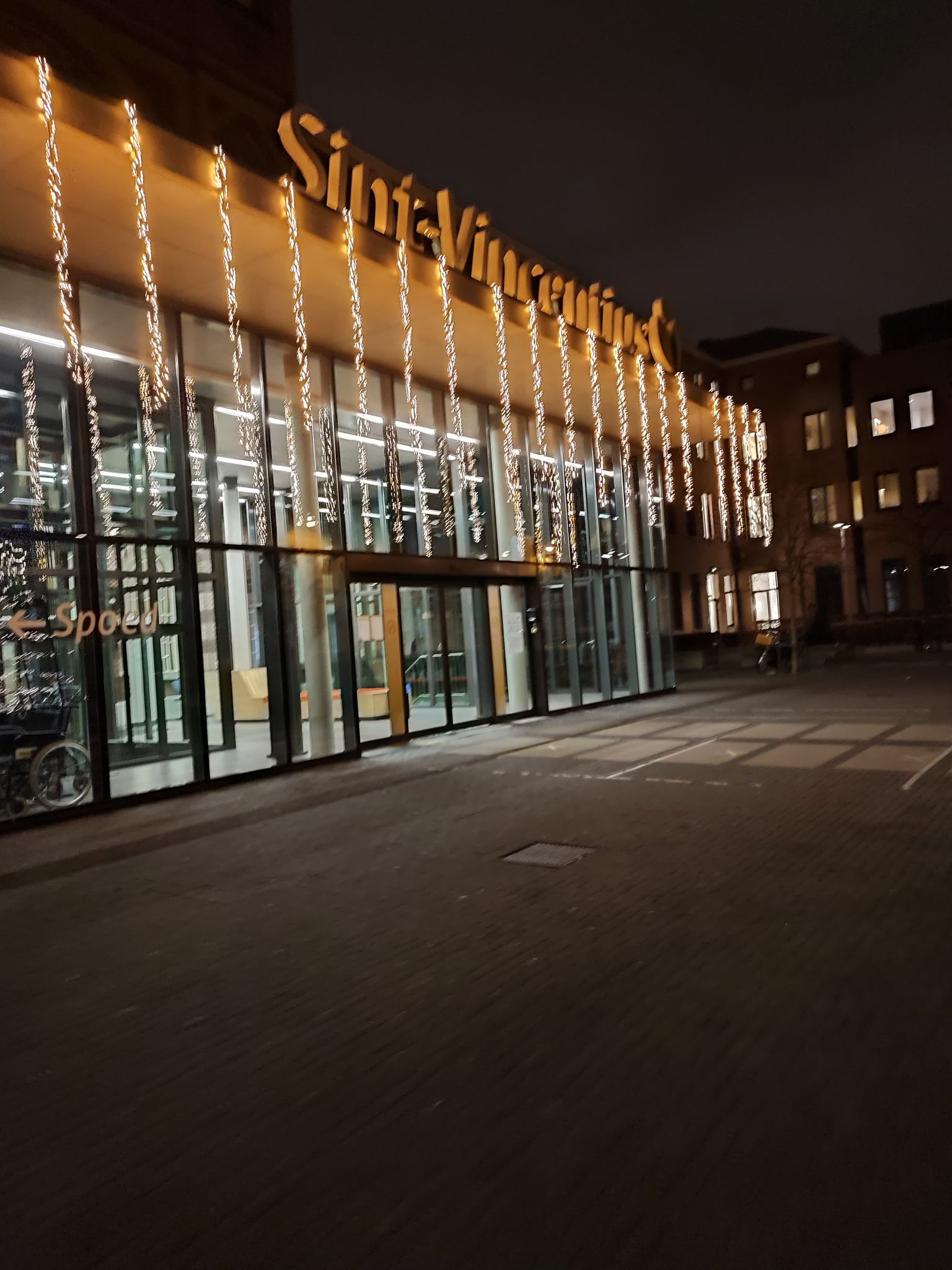
De ingang van de campus Sint-Vincentius (kerstperiode 2021)

De drie campussen van de GZA Ziekenhuizen tellen tezamen 1.012 bedden. De twee grootste campussen zijn gelegen in de fusiestad Antwerpen; enkel de kleinere campus Sint-Jozef ligt buiten Antwerpen (in de aangrenzende stad Mortsel).

### Campus Sint-Augustinus
Deze bevindt zich aan de Oosterveldlaan 24 in het Antwerpse district Wilrijk en telt 580 bedden

### Campus Sint-Vincentius
Deze campus is gelegen aan de Sint-Vincentiusstraat 20 in Antwerpen-centrum en telt 336 bedden

### Campus Sint-Jozef
Deze bevindt zich aan de Molenstraat 19 in de stad Mortsel en telt 96 bedden.

### Polikliniek Hof ter Schelde
Naast de drie ziekenhuiscampussen valt ook deze kliniek onder de GZA Ziekenhuizen. Deze bevindt zich aan de August Vermeylenlaan 6 in de Antwerpse buurt Linkeroever.